# Gunung Baringin (Angkola Selatan)
Gunung Baringin is een bestuurslaag in het regentschap Tapanuli Selatan van de provincie Noord-Sumatra, Indonesië. Gunung Baringin telt 1923 inwoners (volkstelling 2010).